# Макс, Масуими
Масуими Макс (англ. Masuimi Max; 12 марта 1978, Джэксонвилл, Арканзас — 25 января 2024) — американская модель и актриса.

## Биография
Масуими известна множеством своих татуировок и интересом к некоторым фетишам. Её мать умерла при родах второй дочери, Йонг-Сон Макс, когда Масуими было 6 лет. Её отец спустя некоторое время после этого женился и имеет сына Чарльза. Масуими начала танцевать стриптиз в 18 лет, чтобы заработать на жизнь, после того как семья отказалась от неё, когда ей было 17 лет.
У нее корейское и немецкое происхождение.
Её можно увидеть во множестве журналов и в музыкальных клипах. Она делала персональные выступления на автошоу. Масуими снялась в музыкальном клипе «Rose of the Devil’s Garden» группы Tiger Army и была участником телевизионного реалити-шоу Fear factor.

## Карьера
Сыграла подругу персонажа Xzibitа в фильме «Три икса 2: Новый уровень».
Была моделью журнала Playboy, вела аккаунт в Инстаграме, где имела более 300000 подписчиков

## Личная жизнь
8 июля 2006 года в Лондоне вышла замуж за журналиста музыкального журнала Kerrang!
Умерла 25 января 2024 года, дома в Лас-Вегасе от случайной передозировки фентанилом и кокаином.

## Фильмография
- 1999: Here Lies Lonely ... Наташа
- 2000: «Гражданин Токси: Токсичный мститель 4» (англ. Atomic Hero 4 (Citizen Toxie: The Toxic Avenger IV))
- 2005: «Три икса 2: Новый уровень» (англ. xXx 2 – The Next Level)
- 2006: «Внутренняя империя» ... Нико (англ. Niko)
- 2011: короткометражка в поддержку альбома «Radiosurgery» группы New Found Glory
- 2013: Gingerdead Man vs. Evil Bong[6]